# Csou Csie-lun tung ming csuan csi
A Csou Csie-lun tung ming csuan csi, más néven Jay  (hagyományos kínai: 周杰倫同名專輯; egyszerűsített kínai: 周杰伦同名专辑, pinjin: Zhōu Jié Lún Tóng Míng Zhuān Jí) Jay Chou tajvani mandopop énekes debütáló albuma, mely 2000-ben jelent meg. A nyolcas számú dal kivételével mindegyik számhoz készült videóklip. Az albumból Ázsia-szerte 500 000 példány fogyott.

## Számlista
Az összes szám szerzője Jay Chou.
| #   | Cím                                                                                       | Dalszöveg    | Hossz |
| --- | ----------------------------------------------------------------------------------------- | ------------ | ----- |
| 1.  | Ko aj nu zsen (Kě Ài Nǚ Rén) (可愛女人 Adorable Woman)                                    | Vivian Hsu   | 3:59  |
| 2.  | Van mej csu ji (Wán Měi Zhǔ Yì) (完美主義 Perfectionism)                                  | Vincent Fang | 4:04  |
| 3.  | Hszing csing (Xīng Qíng) (星晴 Starry Mood)                                               | Jay Chou     | 4:19  |
| 4.  | Niang ce (Niáng Zǐ) (娘子 Wife)                                                           | Vincent Fang | 4:30  |
| 5.  | Tou niu (Dòu Niú) (鬥牛 Bullfight)                                                        | Vincent Fang | 4:38  |
| 6.  | Hej szö ju ma (Hēi Sè Yōu Mò) (黑色幽默 Black Humour)                                     | Jay Chou     | 4:43  |
| 7.  | Ji sze tan pao (Yī Sī Tǎn Bǎo) (伊斯坦堡 Istanbul)                                        | Vivian Hsu   | 3:29  |
| 8.  | Jin ti an lao pan csiu (Yìn Dì Ān Lǎo Bān Jiū) (印地安老斑鳩 Old Indian Turtledove)       | Vincent Fang | 5:04  |
| 9.  | Lung csüan feng (Lóng Juǎn Fēng) (龍捲風 Tornado)                                         | Vivian Hsu   | 4:10  |
| 10. | Fan fang hsziang tö csung (Fān Fāng Xiàng De Zhōng) (反方向的鐘 The Anti-Clockwise Clock) | Vincent Fang | 4:17  |